# Gran Premio di superbike di Misano Adriatico 2019
Il Gran Premio di superbike di Misano Adriatico 2019 è stato la settima prova su tredici del campionato mondiale Superbike 2019, disputato il 22 e 23 giugno sul circuito di Misano, in gara 1 (interrotta una prima volta con bandiera rossa e ripresa su distanza accorciata a 18 giri) ha visto la vittoria di Jonathan Rea davanti a Tom Sykes e Álvaro Bautista, la gara Superpole è stata vinta da Álvaro Bautista davanti a Alex Lowes e Leon Haslam, la gara 2 è stata vinta da Jonathan Rea che ha preceduto Toprak Razgatlıoğlu e Leon Haslam.
La vittoria nella gara valevole per il campionato mondiale Supersport 2019 è stata ottenuta da Randy Krummenacher, mentre la gara del campionato mondiale Supersport 300 2019 è stata vinta da Ana Carrasco.

## Risultati

### Gara 1

#### Arrivati al traguardo
| Pos. | Nº | Pilota               | Squadra                  | Motocicletta         | Giri | Tempo     | Griglia | Punti |
| ---- | -- | -------------------- | ------------------------ | -------------------- | ---- | --------- | ------- | ----- |
| 1º   | 1  | Jonathan Rea         | Kawasaki Racing          | Kawasaki ZX-10RR     | 18   | 32'16.526 | 2º      | 25    |
| 2º   | 66 | Tom Sykes            | BMW Motorrad             | BMW S1000 RR         | 18   | +3.692    | 3º      | 20    |
| 3º   | 19 | Álvaro Bautista      | Aruba.it Racing - Ducati | Ducati Panigale V4 R | 18   | +7.756    | 4º      | 16    |
| 4º   | 76 | Loris Baz            | Ten Kate Racing - Yamaha | Yamaha YZF R1        | 18   | +12.932   | 9º      | 13    |
| 5º   | 7  | Chaz Davies          | Aruba.it Racing - Ducati | Ducati Panigale V4 R | 18   | +15.801   | 5º      | 11    |
| 6º   | 33 | Marco Melandri       | GRT Yamaha               | Yamaha YZF R1        | 18   | +41.963   | 10º     | 10    |
| 7º   | 11 | Sandro Cortese       | GRT Yamaha               | Yamaha YZF R1        | 18   | +45.967   | 7º      | 9     |
| 8º   | 72 | Yūki Takahashi       | Moriwaki Althea Honda    | Honda CBR1000RR      | 18   | +46.479   | 11º     | 8     |
| 9º   | 87 | Lorenzo Zanetti      | Team Goeleven            | Ducati Panigale V4 R | 18   | +47.695   | 18º     | 7     |
| 10º  | 36 | Leandro Mercado      | Orelac Racing VerdNatura | Kawasaki ZX-10RR     | 18   | +48.026   | 16º     | 6     |
| 11º  | 52 | Alessandro Delbianco | Althea Mie Racing        | Honda CBR1000RR      | 18   | +49.700   | 12º     | 5     |
| 12º  | 81 | Jordi Torres         | Pedercini Racing         | Kawasaki ZX-10RR     | 18   | +49.833   | 13º     | 4     |
| 13º  | 97 | Samuele Cavalieri    | Motocorsa Racing         | Ducati Panigale V4 R | 18   | +1'08.793 | 20º     | 3     |
| 14º  | 23 | Ryūichi Kiyonari     | Moriwaki Althea Honda    | Honda CBR1000RR      | 18   | +1'13.510 | 19º     | 2     |
| 15º  | 28 | Markus Reiterberger  | BMW Motorrad             | BMW S1000 RR         | 18   | +1'36.134 | 17º     | 1     |

#### Ritirati
| Nº | Pilota                | Squadra                    | Motocicletta         | Giri | Griglia |
| -- | --------------------- | -------------------------- | -------------------- | ---- | ------- |
| 54 | Toprak Razgatlıoğlu   | Turkish Puccetti Racing    | Kawasaki ZX-10RR     | 17   | 15º     |
| 91 | Leon Haslam           | Kawasaki Racing            | Kawasaki ZX-10RR     | 12   | 6º      |
| 21 | Michael Ruben Rinaldi | Barni Racing               | Ducati Panigale V4 R | 10   | 14º     |
| 22 | Alex Lowes            | Pata Yamaha                | Yamaha YZF R1        | 8    | 1º      |
| 51 | Michele Pirro         | Barni Racing               | Ducati Panigale V4 R | 8    | 8º      |
| 9  | Dominic Schmitter     | iXS Racing powered by YART | Yamaha YZF R1        | 8    | 21º     |

### Gara Superpole

#### Arrivati al traguardo
| Pos. | Nº | Pilota                | Squadra                    | Motocicletta         | Giri | Tempo     | Griglia | Punti |
| ---- | -- | --------------------- | -------------------------- | -------------------- | ---- | --------- | ------- | ----- |
| 1º   | 19 | Álvaro Bautista       | Aruba.it Racing - Ducati   | Ducati Panigale V4 R | 10   | 16'01.109 | 5º      | 12    |
| 2º   | 22 | Alex Lowes            | Pata Yamaha                | Yamaha YZF R1        | 10   | +7.261    | 4º      | 9     |
| 3º   | 91 | Leon Haslam           | Kawasaki Racing            | Kawasaki ZX-10RR     | 10   | +9.154    | 6º      | 7     |
| 4º   | 54 | Toprak Razgatlıoğlu   | Turkish Puccetti Racing    | Kawasaki ZX-10RR     | 10   | +9.405    | 10º     | 6     |
| 5º   | 1  | Jonathan Rea          | Kawasaki Racing            | Kawasaki ZX-10RR     | 10   | +12.835   | 1º      | 5     |
| 6º   | 33 | Marco Melandri        | GRT Yamaha                 | Yamaha YZF R1        | 10   | +13.056   | 19º     | 4     |
| 7º   | 21 | Michael Ruben Rinaldi | Barni Racing               | Ducati Panigale V4 R | 10   | +13.688   | 7º      | 3     |
| 8º   | 51 | Michele Pirro         | Barni Racing               | Ducati Panigale V4 R | 10   | +15.104   | 8º      | 2     |
| 9º   | 36 | Leandro Mercado       | Orelac Racing VerdNatura   | Kawasaki ZX-10RR     | 10   | +17.310   | 13º     | 1     |
| 10º  | 87 | Lorenzo Zanetti       | Team Goeleven              | Ducati Panigale V4 R | 10   | +18.742   | 16º     |       |
| 11º  | 81 | Jordi Torres          | Pedercini Racing           | Kawasaki ZX-10RR     | 10   | +19.674   | 11º     |       |
| 12º  | 76 | Loris Baz             | Ten Kate Racing - Yamaha   | Yamaha YZF R1        | 10   | +19.941   | 15º     |       |
| 13º  | 28 | Markus Reiterberger   | BMW Motorrad               | BMW S1000 RR         | 10   | +23.350   | 12º     |       |
| 14º  | 72 | Yūki Takahashi        | Moriwaki Althea Honda      | Honda CBR1000RR      | 10   | +25.652   | 18º     |       |
| 15º  | 23 | Ryūichi Kiyonari      | Moriwaki Althea Honda      | Honda CBR1000RR      | 10   | +36.196   | 20º     |       |
| 16º  | 9  | Dominic Schmitter     | iXS Racing powered by YART | Yamaha YZF R1        | 10   | +39.260   | 21º     |       |
| 17º  | 7  | Chaz Davies           | Aruba.it Racing - Ducati   | Ducati Panigale V4 R | 10   | +45.423   | 9º      |       |

#### Ritirati
| Nº | Pilota               | Squadra           | Motocicletta         | Giri | Griglia |
| -- | -------------------- | ----------------- | -------------------- | ---- | ------- |
| 66 | Tom Sykes            | BMW Motorrad      | BMW S1000 RR         | 9    | 3º      |
| 11 | Sandro Cortese       | GRT Yamaha        | Yamaha YZF R1        | 6    | 2º      |
| 52 | Alessandro Delbianco | Althea Mie Racing | Honda CBR1000RR      | 4    | 17º     |
| 97 | Samuele Cavalieri    | Motocorsa Racing  | Ducati Panigale V4 R | 0    | 14º     |

### Gara 2

#### Arrivati al traguardo
| Pos. | Nº | Pilota                | Squadra                  | Motocicletta         | Giri | Tempo     | Griglia | Punti |
| ---- | -- | --------------------- | ------------------------ | -------------------- | ---- | --------- | ------- | ----- |
| 1º   | 1  | Jonathan Rea          | Kawasaki Racing          | Kawasaki ZX-10RR     | 21   | 34'06.731 | 5º      | 25    |
| 2º   | 54 | Toprak Razgatlıoğlu   | Turkish Puccetti Racing  | Kawasaki ZX-10RR     | 21   | +0.381    | 4º      | 20    |
| 3º   | 91 | Leon Haslam           | Kawasaki Racing          | Kawasaki ZX-10RR     | 21   | +5.880    | 3º      | 16    |
| 4º   | 22 | Alex Lowes            | Pata Yamaha              | Yamaha YZF R1        | 21   | +6.203    | 2º      | 13    |
| 5º   | 21 | Michael Ruben Rinaldi | Barni Racing             | Ducati Panigale V4 R | 21   | +7.147    | 7º      | 11    |
| 6º   | 66 | Tom Sykes             | BMW Motorrad             | BMW S1000 RR         | 21   | +7.682    | 11º     | 10    |
| 7º   | 7  | Chaz Davies           | Aruba.it Racing - Ducati | Ducati Panigale V4 R | 21   | +10.916   | 12º     | 9     |
| 8º   | 51 | Michele Pirro         | Barni Racing             | Ducati Panigale V4 R | 21   | +14.268   | 8º      | 8     |
| 9º   | 87 | Lorenzo Zanetti       | Team Goeleven            | Ducati Panigale V4 R | 21   | +20.043   | 17º     | 7     |
| 10º  | 81 | Jordi Torres          | Pedercini Racing         | Kawasaki ZX-10RR     | 21   | +22.127   | 13º     | 6     |
| 11º  | 28 | Markus Reiterberger   | BMW Motorrad             | BMW S1000 RR         | 21   | +27.107   | 14º     | 5     |
| 12º  | 76 | Loris Baz             | Ten Kate Racing - Yamaha | Yamaha YZF R1        | 21   | +27.475   | 16º     | 4     |
| 13º  | 97 | Samuele Cavalieri     | Motocorsa Racing         | Ducati Panigale V4 R | 21   | +36.333   | 15º     | 3     |
| 14º  | 19 | Álvaro Bautista       | Aruba.it Racing - Ducati | Ducati Panigale V4 R | 21   | +37.033   | 1º      | 2     |
| 15º  | 11 | Sandro Cortese        | GRT Yamaha               | Yamaha YZF R1        | 21   | +47.697   | 10º     | 1     |
| 16º  | 33 | Marco Melandri        | GRT Yamaha               | Yamaha YZF R1        | 21   | +50.834   | 6º      |       |
| 17º  | 23 | Ryūichi Kiyonari      | Moriwaki Althea Honda    | Honda CBR1000RR      | 21   | +1'05.352 | 20º     |       |

#### Ritirati
| Nº | Pilota               | Squadra                  | Motocicletta     | Giri | Griglia |
| -- | -------------------- | ------------------------ | ---------------- | ---- | ------- |
| 36 | Leandro Mercado      | Orelac Racing VerdNatura | Kawasaki ZX-10RR | 18   | 9º      |
| 72 | Yūki Takahashi       | Moriwaki Althea Honda    | Honda CBR1000RR  | 17   | 19º     |
| 52 | Alessandro Delbianco | Althea Mie Racing        | Honda CBR1000RR  | 9    | 18º     |

### Supersport

#### Arrivati al traguardo
| Pos. | Nº | Pilota               | Squadra                      | Motocicletta     | Giri | Tempo     | Griglia | Punti |
| ---- | -- | -------------------- | ---------------------------- | ---------------- | ---- | --------- | ------- | ----- |
| 1º   | 21 | Randy Krummenacher   | Bardahl Evan Bros.           | Yamaha YZF R6    | 19   | 31'57.912 | 3º      | 25    |
| 2º   | 64 | Federico Caricasulo  | Bardahl Evan Bros.           | Yamaha YZF R6    | 19   | +0.084    | 2º      | 20    |
| 3º   | 44 | Lucas Mahias         | Kawasaki Puccetti Racing     | Kawasaki ZX-6R   | 19   | +0.161    | 1º      | 16    |
| 4º   | 16 | Jules Cluzel         | GMT94 Yamaha                 | Yamaha YZF R6    | 19   | +2.373    | 5º      | 13    |
| 5º   | 78 | Hikari Ōkubo         | Kawasaki Puccetti Racing     | Kawasaki ZX-6R   | 19   | +6.642    | 9º      | 11    |
| 6º   | 60 | Lorenzo Gabellini    | Gomma Racing                 | Yamaha YZF R6    | 19   | +12.098   | 10º     | 10    |
| 7º   | 38 | Hannes Soomer        | MPM WILSport Racedays        | Honda CBR600RR   | 19   | +14.898   | 4º      | 9     |
| 8º   | 33 | Kevin Manfredi       | Rosso e Nero                 | Yamaha YZF R6    | 19   | +19.885   | 22º     | 8     |
| 9º   | 36 | Thomas Gradinger     | Kallio Racing                | Yamaha YZF R6    | 19   | +19.933   | 12º     | 7     |
| 10º  | 55 | Massimo Roccoli      | Rosso Corsa                  | Yamaha YZF R6    | 19   | +20.064   | 14º     | 6     |
| 11º  | 22 | Federico Fuligni     | MV Agusta Reparto Corse      | MV Agusta F3 675 | 19   | +23.246   | 17º     | 5     |
| 12º  | 12 | Luca Ottaviani       | SGM Tecnic                   | Yamaha YZF R6    | 19   | +23.426   | 6º      | 4     |
| 13º  | 84 | Loris Cresson        | Kallio Racing                | Yamaha YZF R6    | 19   | +25.402   | 24º     | 3     |
| 14º  | 95 | Jules Danilo         | CIA Landlord Insurance Honda | Honda CBR600RR   | 19   | +26.429   | 21º     | 2     |
| 15º  | 27 | Mattia Casadei       | Bardahl Evan Bros.           | Yamaha YZF R6    | 19   | +28.026   | 16º     | 1     |
| 16º  | 56 | Péter Sebestyén      | CIA Landlord Insurance Honda | Honda CBR600RR   | 19   | +28.549   | 20º     |       |
| 17º  | 20 | Filippo Fuligni      | Rosso e Nero                 | Yamaha YZF R6    | 19   | +31.291   | 23º     |       |
| 18º  | 47 | Rob Hartog           | Hartog - Against Cancer      | Kawasaki ZX-6R   | 19   | +31.420   | 18º     |       |
| 19º  | 11 | Kyle Smith           | Pedercini Racing             | Kawasaki ZX-6R   | 19   | +32.355   | 13º     |       |
| 20º  | 30 | Glenn van Straalen   | EAB Racing                   | Kawasaki ZX-6R   | 19   | +45.322   | 26º     |       |
| 21º  | 4  | Christian Stange     | Gemar - Ciociaria Corse      | Honda CBR600RR   | 19   | +51.597   | 27º     |       |
| 22º  | 10 | Nacho Calero         | Orelac Racing VerdNatura     | Kawasaki ZX-6R   | 19   | +55.993   | 25º     |       |
| 23º  | 13 | Roberto Rolfo        | Green Speed                  | Kawasaki ZX-6R   | 19   | +56.207   | 30º     |       |
| 24º  | 26 | Patrick Holselberger | Hobelsberger Racing          | Yamaha YZF R6    | 19   | +1'00.194 | 28º     |       |
| 25º  | 65 | Michael Canducci     | DK Motorsport                | Yamaha YZF R6    | 19   | +1'14.398 | 31º     |       |
| 26º  | 40 | Alen Győrfi          | Team Toth                    | Yamaha YZF R6    | 19   | +1'14.499 | 33º     |       |
| 27º  | 32 | Isaac Viñales        | Kallio Racing                | Yamaha YZF R6    | 19   | +1'17.907 | 7º      |       |

#### Ritirati
| Nº | Pilota                | Squadra                 | Motocicletta     | Giri | Griglia |
| -- | --------------------- | ----------------------- | ---------------- | ---- | ------- |
| 86 | Ayrton Badovini       | Pedercini Racing        | Kawasaki ZX-6R   | 13   | 11º     |
| 53 | Gianluca Sconza       | Gemar - Ciociaria Corse | Honda CBR600RR   | 13   | 32º     |
| 3  | Raffaele De Rosa      | MV Agusta Reparto Corse | MV Agusta F3 675 | 6    | 8º      |
| 74 | Jaimie van Sikkelerus | MPM WILSport Racedays   | Honda CBR600RR   | 4    | 19º     |
| 94 | Corentin Perolari     | GMT94 Yamaha            | Yamaha YZF R6    | 2    | 15º     |

#### Squalificata
| Nº | Pilota        | Squadra   | Motocicletta  | Giri | Griglia |
| -- | ------------- | --------- | ------------- | ---- | ------- |
| 6  | María Herrera | MS Racing | Yamaha YZF R6 | 6    | 29º     |

### Supersport 300

#### Arrivati al traguardo
| Pos. | Nº | Pilota                   | Squadra                                  | Motocicletta       | Giri | Tempo     | Griglia | Punti |
| ---- | -- | ------------------------ | ---------------------------------------- | ------------------ | ---- | --------- | ------- | ----- |
| 1º   | 1  | Ana Carrasco             | Kawasaki Provec                          | Kawasaki Ninja 400 | 13   | 24'16.484 | 3º      | 25    |
| 2º   | 18 | Manuel González          | Kawasaki ParkinGO                        | Kawasaki Ninja 400 | 13   | +0.822    | 1º      | 20    |
| 3º   | 25 | Andy Verdoïa             | BCD Yamaha MS Racing                     | Yamaha YZF-R3      | 13   | +0.965    | 2º      | 16    |
| 4º   | 55 | Galang Hendra Pratama    | Semakin Di Depan Biblion Motoxracing     | Yamaha YZF-R3      | 13   | +1.062    | 5º      | 13    |
| 5º   | 72 | Victor Steeman           | Freudenberg KTM Junior                   | KTM RC 390 R       | 13   | +1.587    | 4º      | 11    |
| 6º   | 4  | Emanuele Vocino          | Gradara Corse                            | Yamaha YZF-R3      | 13   | +1.600    | 6º      | 10    |
| 7º   | 95 | Scott Deroue             | Motoport Kawasaki                        | Kawasaki Ninja 400 | 13   | +9.730    | 18º     | 9     |
| 8º   | 15 | Manuel Bastianelli       | Prodina Ircos Kawasaki                   | Kawasaki Ninja 400 | 13   | +14.146   | 24º     | 8     |
| 9º   | 64 | Kevin Sabatucci          | Trasimeno Yamaha                         | Yamaha YZF-R3      | 13   | +14.629   | 30º     | 7     |
| 10º  | 47 | Ferran Hernandez Moyano  | BCD Yamaha MS Racing                     | Yamaha YZF-R3      | 13   | +14.693   | 17º     | 6     |
| 11º  | 14 | Enzo de la Vega          | MHP Racing-Patrick Pons                  | Yamaha YZF-R3      | 13   | +14.981   | 30º     | 5     |
| 12º  | 20 | Dorren Loureiro          | Nutec - RT Motorsports by SKM - Kawasaki | Kawasaki Ninja 400 | 13   | +15.086   | 16º     | 4     |
| 13º  | 46 | Samuel Di Sora           | Flembbo Leader                           | Kawasaki Ninja 400 | 13   | +16.149   | 20º     | 3     |
| 14º  | 21 | Borja Sánchez            | Scuderia Maranga Racing                  | Kawasaki Ninja 400 | 13   | +16.230   | 36º     | 2     |
| 15º  | 69 | Jeffrey Buis             | MTM Racing                               | Kawasaki Ninja 400 | 13   | +16.758   | 10º     | 1     |
| 16º  | 7  | Eliton Gohara Kawakami   | BCD Yamaha MS Racing                     | Yamaha YZF-R3      | 13   | +16.824   | 22º     |       |
| 17º  | 8  | Mika Pérez               | Scuderia Maranga Racing                  | Kawasaki Ninja 400 | 13   | +16.968   | 19º     |       |
| 18º  | 97 | Maximilian Kappler       | Freudenberg KTM                          | KTM RC 390 R       | 13   | +17.331   | 31º     |       |
| 19º  | 61 | Yuta Okaya               | DS Junior                                | Kawasaki Ninja 400 | 13   | +17.877   | 25º     |       |
| 20º  | 91 | Giacomo Mora             | AG Motorsport Italia Yamaha              | Yamaha YZF-R3      | 13   | +18.020   | 21º     |       |
| 21º  | 24 | Matteo Bertè             | ProGP Racing                             | Yamaha YZF-R3      | 13   | +18.070   | 28º     |       |
| 22º  | 52 | Oliver König             | ACCR Czech Talent Team - Willi Race      | Kawasaki Ninja 400 | 13   | +18.624   | 26º     |       |
| 23º  | 42 | Marc García              | DS Junior                                | Kawasaki Ninja 400 | 13   | +19.359   | 15º     |       |
| 24º  | 71 | Tom Edwards              | Kawasaki ParkinGO                        | Kawasaki Ninja 400 | 13   | +19.443   | 35º     |       |
| 25º  | 39 | Jose Luis Perez Gonzalez | DS Junior                                | Kawasaki Ninja 400 | 13   | +31.042   | 33º     |       |
| 26º  | 3  | Mateo Pedeneau           | MHP Racing-Patrick Pons                  | Yamaha YZF-R3      | 13   | +33.076   | 23º     |       |
| 27º  | 64 | Hugo De Cancellis        | Trasimeno Yamaha                         | Yamaha YZF-R3      | 13   | +1'19.561 | 9º      |       |

#### Ritirati
| Nº | Pilota          | Squadra                                  | Motocicletta       | Giri | Griglia |
| -- | --------------- | ---------------------------------------- | ------------------ | ---- | ------- |
| 88 | Bruno Ieraci    | Kawasaki GP Project                      | Kawasaki Ninja 400 | 4    | 14º     |
| 27 | Filippo Rovelli | Kawasaki ParkinGO                        | Kawasaki Ninja 400 | 1    | 12º     |
| 17 | Koen Meuffels   | Freudenberg KTM                          | KTM RC 390 R       | 0    | 11º     |
| 6  | Robert Schotman | Motoport Kawasaki                        | Kawasaki Ninja 400 | 0    | 13º     |
| 41 | Jan-Ole Jähnig  | Freudenberg KTM Junior                   | KTM RC 390 R       | 0    | 7º      |
| 44 | Tom Bramich     | Carl Cox-RT Motorsports by SKM-Kawasaki  | Kawasaki Ninja 400 | 0    | 8º      |
| 65 | Jacopo Facco    | Semakin Di Depan Biblion Motoxracing     | Yamaha YZF-R3      | 0    | 27º     |
| 22 | Mykyta Kalinin  | Nutec - RT Motorsports by SKM - Kawasaki | Kawasaki Ninja 400 | 0    | 34º     |
| 30 | Daniel Blin     | Terra e Moto                             | Yamaha YZF-R3      | 0    | 29º     |